# Surazomus pallipatellatus
Espèce
Synonymes
- Schizomus pallipatellatus Rowland & Reddell, 1979

Surazomus pallipatellatus est une espèce de schizomides de la famille des Hubbardiidae.

## Distribution
Cette espèce est endémique du Costa Rica. Elle se rencontre vers Coto et Golfito.

## Publication originale
- Rowland & Reddell, 1979 : The order Schizomida (Arachnida) in the New World. 2. Simonis and brasiliensis groups (Schizomidae: Schizomus). Journal of Arachnology, vol. 7, no 2, p. 89-119 (texte intégral).